# Ostrogoten
De Ostrogoten (Ostragoten, Oostgoten) vormden samen met de Visigoten de twee hoofdgroepen waarin de (Oost-)Germaanse stam der Goten zich splitste. Volgens de klassieke geschiedschrijvers werd vanaf circa 270 onderscheid gemaakt tussen de twee Gotische stammen. De Ostrogoten werden ook wel Oostgoten genoemd ter onderscheiding van de Visigoten of Westgoten. Deze benaming is echter omstreden. Vermoedelijk zijn de benamingen ontstaan op basis van de verschillende gebieden waarin de Goten zich hadden gevestigd.

## Geschiedenis

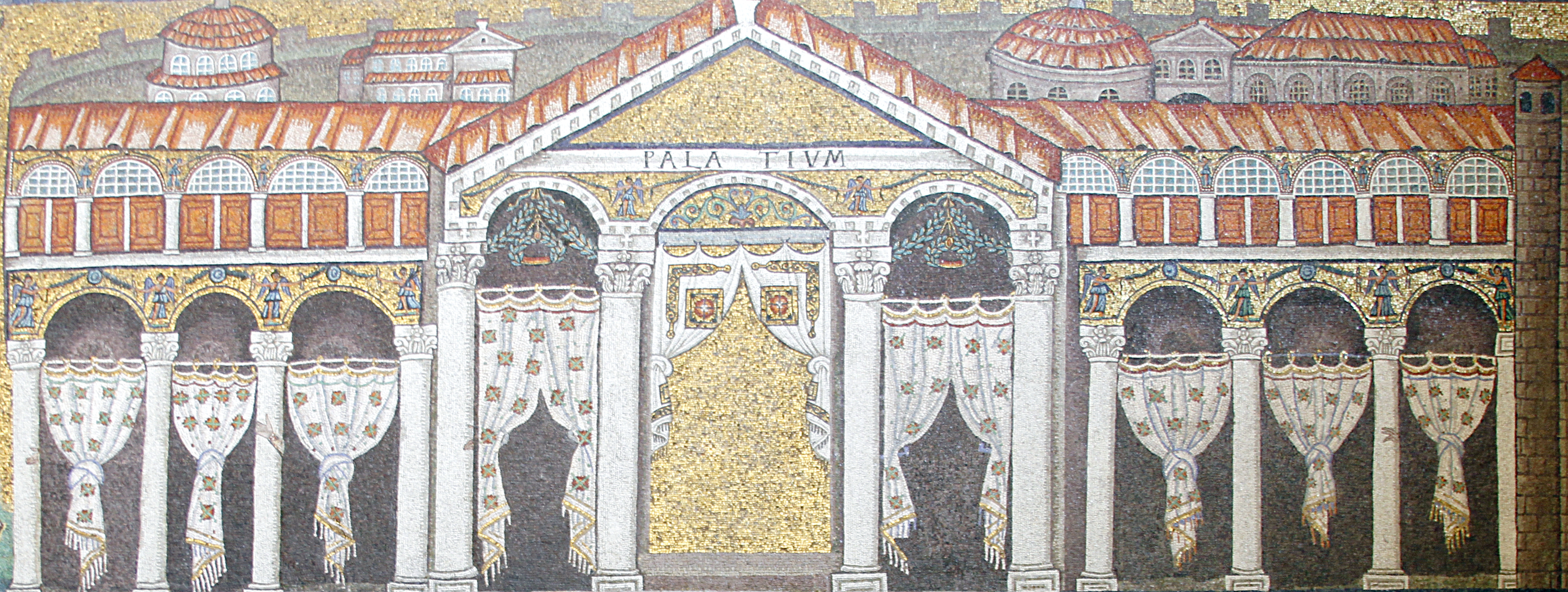
Mozaïek van het paleis van Theodorik de Grote in de Basiliek van Sant'Apollinare Nuovo in Ravenna

### Op de vlucht voor de Hunnen
In Oekraïne bouwden zij onder Achiulf en Ermanarik een rijke cultuur op, maar werden door de Hunnen omstreeks 375 verdreven. Het vroege Ostrogotisch rijk viel uiteen. Een deel van het volk onderwierp zich aan de Hunnen, er was een groep die een toevlucht zocht in de Krim en een gedeelte trok in de richting van de Dnjepr en later in de richting van de Donau. Deze laatste groep stond onder leiding van Alatheus en Safrax.

### Ostrogoten binnen het Romeinse Rijk
De Ostrogoten onder leiding van Alatheus en Safrax wilden zich in het Romeinse Rijk vestigen, maar kregen daarvoor geen toestemming. De Romeinen hadden op dat moment te maken met een opstand van de Visigoten, een volk dat evenals de Ostrogoten op drift was geraakt voor de Hunnen en dat wel toestemming had gekregen voor vestiging. De Ostrogoten trokken zich evenwel niets van het verbod aan en staken de Donau-grens over, waarbij ze weinig tegenstand ondervonden van de Romeinen. Ze sloten zich aan bij de opstandige Visigoten. In 378 versloegen Visigoten en Ostrogoten gezamenlijk het Romeinse leger van keizer Valens bij Adrianopel. In de vredesbesprekingen die daarna plaatsvonden kregen Alatheus en Safrax een deel van Pannonië toegewezen als vestigingsgebied.
Een andere groep Ostrogoten onder leiding van Odotheus werd in 386 toegelaten in het Romeinse Rijk. Het contact verliep niet vreedzaam. In Thracië werd Odotheus vermoord en zijn volk werd gedwongen zich in Anatolië te vestigen. In 399 kwamen zij in opstand onder leiding van Fribigild. Deze opstand werd neergeslagen, Fribigild sneuvelde in de strijd tegen de Romeinen.

#### De oorlog van Radegast
De Ostrogoten die in Pannonië verbleven, verlieten dit gebied omstreeks 400 en zwierven sindsdien ten noorden van de Donau en ten oosten van de Rijn. Ze werden geleid door Radegast. Deze verzamelde samen met andere leiders een leger van Ostrogoten en andere Germaanse stammen. In 405 trok dit Germaanse leger naar het zuiden en deed een grote inval in Noord-Italië. Geruime tijd kon dit leger ongestoord zijn gang gaan, maar begin 406 werd het ingesloten door de Romeinen en bij de Florence vernietigd. De overwonnen Ostrogoten sloegen op de vlucht en sloten zich daarop aan bij de Hunnen.

#### Het einde van de heerschappij van de Hunnen
Bijna een halve eeuw waren de Ostrogoten vazallen van de Hunnen en vochten als bondgenoten mee in verschillende oorlogen. In de belangrijke Slag op de Catalaunische Velden vochten de Ostrogoten aan de zijde van de Hunnen tegen het Romeinse Rijk.
Na de dood van Attila de Hun besloten de drie belangrijkste Ostrogotische vorsten, Valamir, Thiudimir en Vidimir zich te ontdoen van de heerschappij van de Hunnen en kwamen in opstand. Samen met de Gepiden, Rugiërs en Skiren versloegen ze de Hunnen in 454 bij de Slag aan de Nadao in Pannonië. De Hunnen vertrokken hierna in oostelijke richting.
Door deze overwinning hadden de Ostrogoten hun vrijheid herwonnen. Van het Oost-Romeinse Rijk kregen ze toestemming om zich te vestigen in Pannonië in ruil voor een bondgenootschap. De Ostrogoten kregen de taak om het lange grensgebied langs de rivier de Sava te beschermen tegen aanvallen vanuit het noorden, een taak die vanaf de jaren 456-457 leidde tot de opkomst van een vrijwel onafhankelijk Ostrogotisch rijk in dat deel van Pannonië.

#### Pannonië
Gedurende de periode dat de Ostrogoten als bondgenoten in Pannonië verbleven, waren er voortdurend schermutselingen met andere Germaanse volken als de Skiren, Herulen en Gepiden. Tegelijkertijd arriveerden nieuwe groepen (Avaren, Slaven en Bulgaren) op de Balkan en begonnen het gebied ten oosten van de Donau te infiltreren. Pas omstreeks 469 lukte het de Ostrogoten tijdens de Slag aan de Bolia om een einde te maken aan de vijandelijkheden. De Skiren en Herulen trokken naar Italië, waar zij als huurlingen werden opgenomen in het West-Romeinse leger. Het door de oorlog uitgemergelde land was evenwel niet langer in staat om de Ostrogoten te onderhouden. Onder leiding van Thiudimir verliet in 471 een deel van de Ostrogoten Pannonië. Zij bezetten Naissus (Niš) en maakte zich meester van Neder-Moesië. Een andere groep Ostrogoten onder leiding van Vidimir vertrok in 473 naar Italië. De West-Romeinse keizer Glycerius wist Vidimir ertoe te bewegen naar Gallië te trekken naar hun stamverwanten de Visigoten.

#### Italië
Vanaf deze periode maakten de Ostrogoten het Oost-Romeinse rijk weer onveilig. Om de aandacht van de Ostrogoten af te leiden, bedacht keizer Zeno van Byzantium een afleidingsmanoeuvre: hij gaf opdracht aan Theodorik om het Byzantijnse gezag in het West-Romeinse Rijk opnieuw te herstellen. Deze versloeg Odoaker en werd er de nieuwe machthebber.

### Oostgotisch Koninkrijk

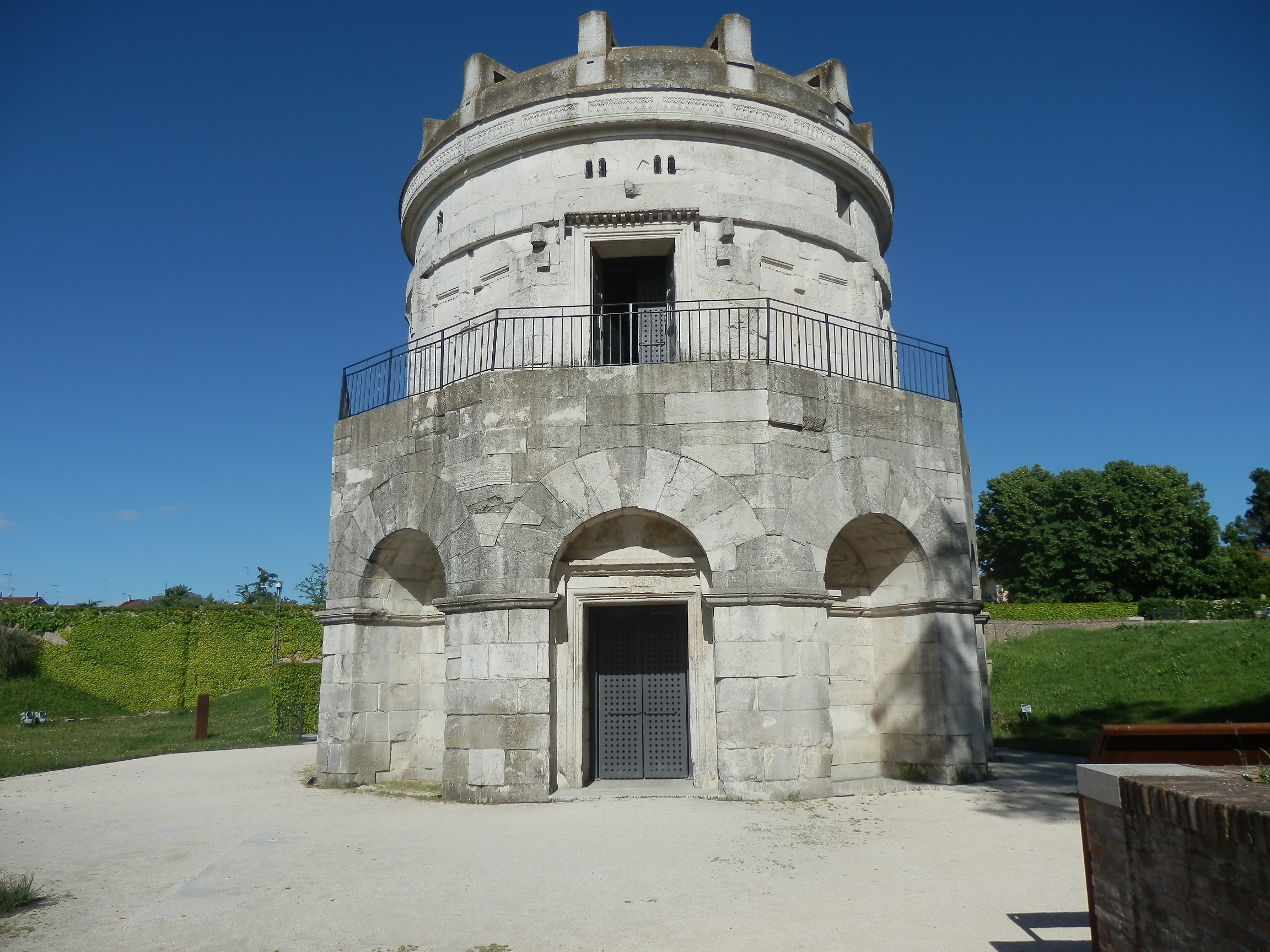
Het mausoleum van Theodorik

Het eens zo machtige Romeinse Rijk was uiteengevallen in twee delen. In het oosten was het Oost-Romeinse Rijk, heden beter bekend als Byzantium, zelfstandig geworden, in het westen was het West-Romeinse Rijk overspoeld door Germaanse stammen. Theodorik de Grote, de koning van de Ostrogoten, had Italië veroverd en Ravenna tot hoofdstad van zijn rijk gemaakt. Bij zijn dood in 526 liet Theodorik geen mannelijke nakomelingen na; een van zijn dochters, Amalasuntha of Mathaswintha, zou zijn troon moeten bestijgen. De kroonraad koos Amalaswintha tot koningin. Inmiddels reisde Cethegus, de leider van de Romeinse adel, naar Byzantium om keizer Justinianus te verzoeken de geniale veldheer Narses tot een veldtocht tegen de Ostrogoten over te halen. Justinianus wenste een godsdiensteenheid in zijn rijk. Aangezien de Ostrogoten het arianisme aanhingen, moesten ze uit de weg geruimd worden.

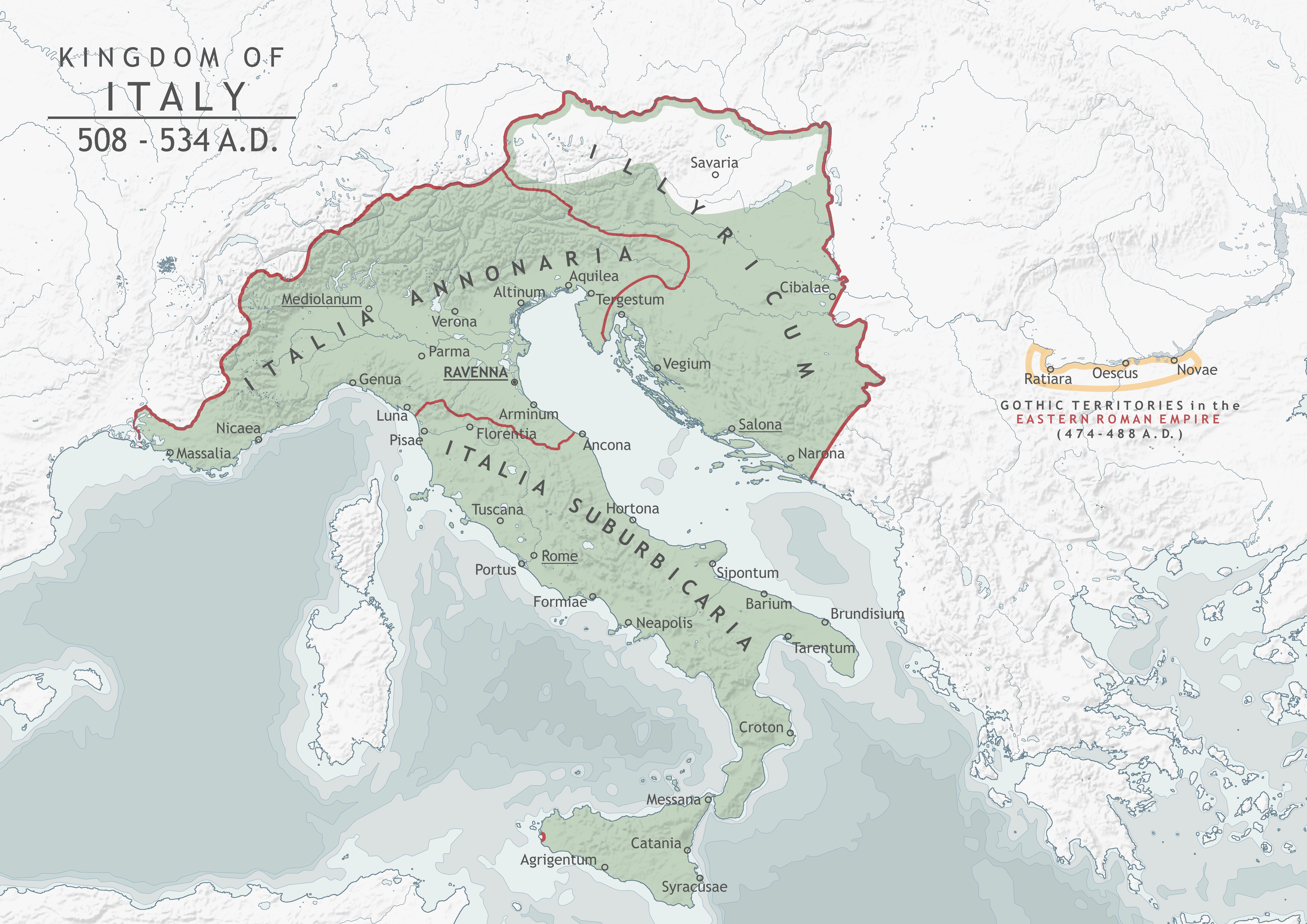
Ostrogotisch koninkrijk in Italië

De keizer zond echter generaal Belisarios (ook wel Belisarius genoemd) met een Byzantijns leger naar Ravenna. Deze Belisarios had al eerder de Vandaalse koning Gelimer gevangengenomen in Noord-Afrika. Intussen hadden de Ostrogoten in Italië echter het leger gemobiliseerd en Belisarios werd teruggeworpen. Na de overwinning op Belisarios - die niet definitief verslagen was maar zich slechts teruggetrokken had - kwam het in de kroonraad van de Ostrogoten, tot bloedige intriges. Spoedig werd Theodahad tot nieuwe koning gekozen. Niet alleen uit liefde voor Julia, de dochter van de Romeinse tiran Cethegus, maar ook uit politieke overwegingen zocht Theodahad een compromis met Byzantium. Theodahad dwong Cethegus naar Byzantium te vluchten. In de kroonraad te Ravenna kwam het echter opnieuw tot intriges, men was het onder andere niet eens met de houding van Theodahad jegens de Romeinen en weldra werd hij weer afgezet en opgevolgd door Witiges.
Belisarios maakte handig gebruik van deze Ostrogotische verdeeldheid en wist Napels en Rome te veroveren. De in paniek geraakte Ostrogoten boden hem zelfs de troon van hun koninkrijk maar de onkreukbare Belisarios weigerde om zijn keizer te verraden. Voor hij echter definitief de Ostrogoten kon verslaan, werd hij teruggeroepen naar Constantinopel. Justinianus was het voorstel van de Ostrogoten aan Belisarios ter ore gekomen en vertrouwde hem niet meer.

### Het einde van de Ostrogoten
In 541 werd Totila gekroond tot koning. Hij was een begaafd veldheer, die uiteindelijk heel het noorden van Italië heroverde en de Byzantijnen zelfs verdreef uit Rome. De herovering van Rome stelde hem in staat om  de politieke controle over de stad te verwerven, wat hij voor een deel bereikte door Romeinse senatoren terecht te stellen. Vele senatoren vluchtten naar Constantinopel.
Totila sneuvelde in 552 in de Slag bij Taginae tegen de Byzantijnse generaal Narses. Deze bracht de Ostrogoten onder leiding van de laatste koning Teia, een definitieve nederlaag toe in de Slag bij Mons Lactarius (553). Het Ostrogotische Rijk werd bij het Byzantijnse Rijk gevoegd en de overlevende Ostrogoten verlieten het Romeinse schiereiland. Ze vestigden zich in de Oostenrijkse Alpen, waar ze opgingen in de plaatselijke Bajuwaren. Italië was inmiddels grotendeels verwoest en van de Romeinse bestuurlijke en culturele erfenis, die onder de Ostrogoten grotendeels bewaard was gebleven, was niet veel meer over. Volgens de meeste deskundigen was hiermee de klassieke oudheid voor Italië definitief geëindigd en waren de middeleeuwen begonnen.
Achiulf · Alatheus · Athalarik  · Andag · Amalasuntha · Athanarik · Erarik · Ermanarik · Ildibad · Odotheus . Radegast · Safrax · Teia · Theodahad · Theodorik de Grote · Theodorik de Oudere · Thiudimir · Totila · Valamir · Videricius · Vidimir · Vithimiris · Witiges
Alemannen · Ambivarieten · Ambronen · Ampsivaren · Angelen · Angrivariërs · Asdingen · Baemi · Bajuwaren · Bastarnen · Bataven · Bourgondiërs · Bructeren · Cananefaten · Chamaven · Chasuarii · Chatten · Chattuarii · Chauken · Cherusken · Cimbren · Cugerni · Dulgubnii · Fosi · Franken · Frisii · Gepiden · Goten · Harii · Helisiërs · Hermunduren · Herulen · Juten · Lakringen · Lemoviërs · Longobarden · Lugiërs · Manimiërs · Marcomannen · Marobudui · Marsi · Mattiakken · Naharvalen · Nemeten · Nerviërs · Ostrogoten · Quaden · Rugiërs · Saksen · Semnonen · Silingen · Sitones · Skiren · Sueben · Sugambren · Suiones · Tencteren · Teutonen · Toxandriërs · Triboken · Tubanten · Tudri · Tungri · Ubiërs · Usipeten · Vandalen · Vangionen · Visigoten · Volcae · Warnen
Germani cisrhenani:
Caerosi · Condrusi · Eburonen · Paemani · Segni
Stamverenigingen:
Herminones · Ingvaeones · Istvaeones